# Alvarez Guitars
Alvarez Guitars — американський виробник гітар у місті Сент-Луїс. Виробляє акустичні, акустично-електричні й класичні гітари.
Підприємство стало наступником Westone у 1991, коли його виробництво було переведено у 1988 році з Японії до Кореї з одночасним припиненням виробництва передових моделей.
Наразі марка належить LOUD Technologies, що також володіє Mackie, Ampeg, Crate та іншими виробниками музичного обладнання.
Більшість Алварез гітар виробляється у Китаї, проте Alvarez-Yairi інструменти виробляються вручну Kazou Yairi на фабриці Yairi у Кані, Ґіфу (Японія).